# Йорданис Дзамдзис
Йорданис (Данис) Симеон Дзамдзис (на гръцки: Ιορδάνης (Δάνης) Συμεών Τζαμτζής) е гръцки политик от Нова демокрация.

## Биография
Роден е в 1961 година в ениджевардарското село Треболец, на гръцки Мавровуни. Завършва Юридическия факултет на Атинския университет, катедра по политология и публична администрация. От 1977 година е член на младежките структури на Нова демокрация. През ноември 1989 г. е избран за кмет на Въртокоп на възраст 28 години и става най-младият кмет в страната. Преизбран е за кмет през 1990 г. и 1994 г. Номарх е от Нова демокрация в годините 1988-1989 в номите Сяр, Кукуш, Иматия и Пиерия. Член е на Централния комитет на партията и от април 2004 г. е секретар на правителството на Нова демокрация. Избиран е за депутат от Пела на изборите в 2000, 2004, 2007 и юни 2012 година.